# Musée de la Vilaine maritime
Le Musée de La Vilaine maritime est un musée situé à La Roche-Bernard dans le Morbihan en Bretagne. Il est consacré à l'histoire de la Vilaine et des hommes qui ont su exploiter les ressources de ce fleuve.

## L'histoire du site

### Un hôtel particulier duXVIesiècle-XVIIesiècle

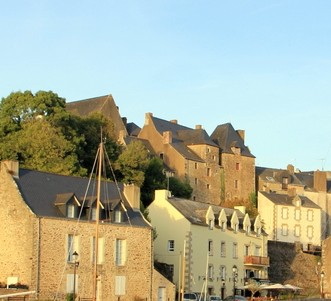
Vue du Musée de La Vilaine maritime, bâtiment en haut sur la photo

Le musée se situe dans le château des Basses Fosses à La Roche-Bernard. Cette bâtisse, l'une des plus imposantes de la ville, n'a de château que le nom puisqu'il s'agit en réalité d'un ancien hôtel particulier datant principalement des XVIe siècle et XVIIe siècle (la partie la plus récente date de 1604).
La particularité de ce bâtiment est qu'il comporte 2 niveaux d'élévation sur la façade avant (côté Ruicard) et 5 niveaux sur la façade arrière (côté port) dont des caves construites à flanc de roche. Cela est possible grâce à la géologie particulière de la ville, cette dernière étant construite sur un imposant bloc granitique. L'importance des caves du bâtiment permet de supposer que le bâtiment appartenait à un riche négociant ou armateur.
Certains personnages illustres ont séjourné dans cet hôtel particulier : Henriette-Marie de France (fille du roi Henri IV et de Marie de Médicis) ou encore Jacques II (roi d'Angleterre et cousin de Louis XIV). Sa fonction d'habitat va demeurer jusqu’à la fin du XXe siècle.

### La création d'un musée
Le bâtiment est racheté par la municipalité en 1983. Quelques années plus tard, en 1987, elle décide d'y établir un musée géré et animé par l'association Les Amis du musée de La Vilaine maritime en partenariat avec la communauté de communes Arc Sud Bretagne dont dépend La Roche-Bernard.
Le musée de La Vilaine maritime comprend désormais une importante collection d'objets liés liés à la construction navale et à la navigation, des objets consacré aux traditions rurales des XIXe siècle et XXe siècle, etc.

## Les collections du musée

### Étage

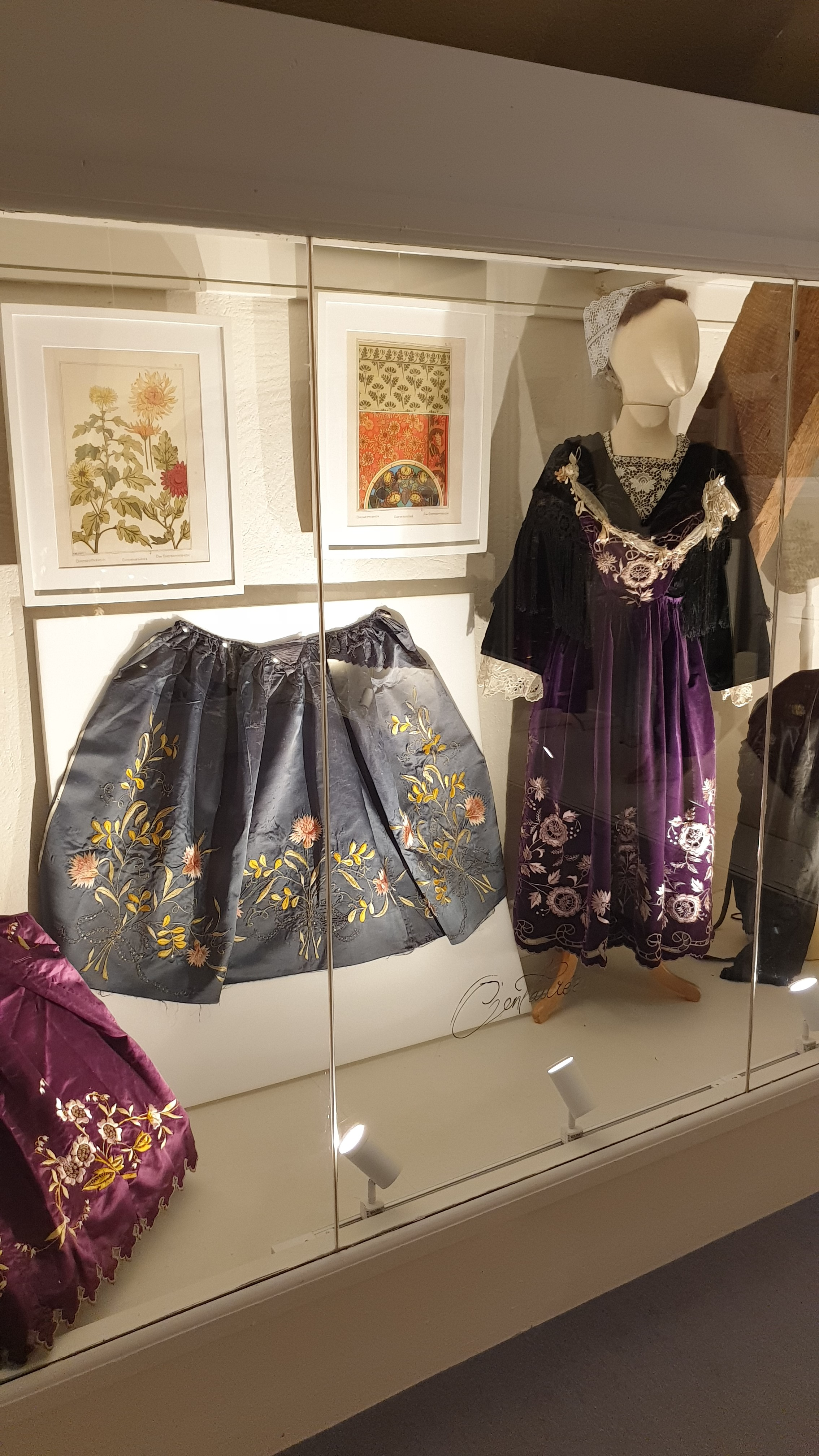
L'exposition "Au fil des fleurs".

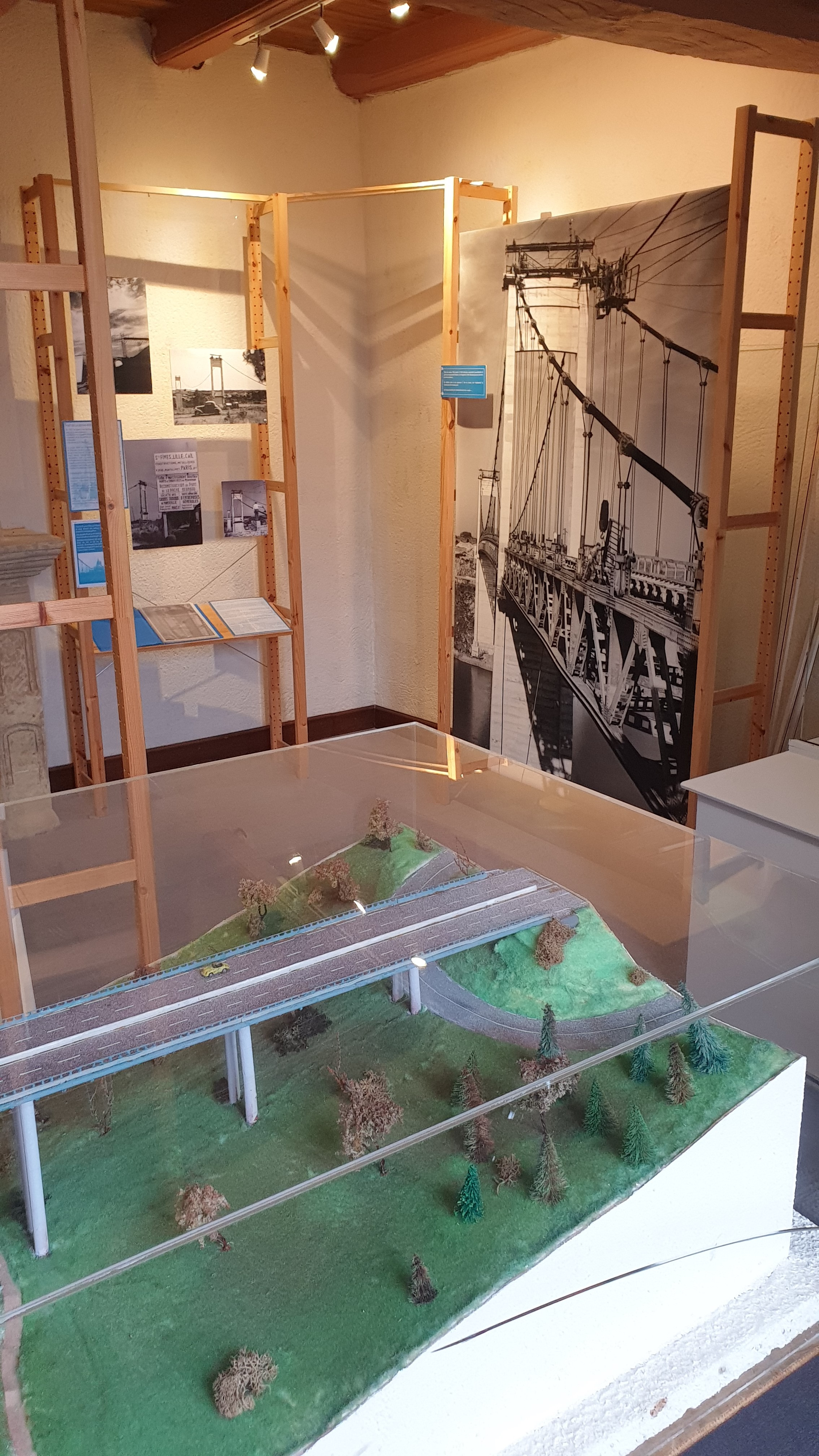
L'exposition "Une histoire de pont".

Les collections exposées à l'étage changent chaque année. Ces expositions temporaires sont très variées, et s'étalent sur trois espaces différents.
En 2022, les robes de mariées traditionnelles des villes proches de La Roche-Bernard (Billiers, Marzan, Péaule...) étaient représentées, agrémentées de photos d'époque et de globes de mariées.
L'année suivante, ce sont des poteries issues de la collection personnelle de Denis Danilo qui étaient mises en avant. On y retrouvait notamment des tuiles, des pannes ou encore des buires. Pour la saison 2024, l'exposition "Au fil des fleurs" retrace l'histoire des fleurs dans le costume traditionnel à la Belle Epoque. Une dizaine d'espèces est représentée par des costumes de cérémonie colorés, du Chrysanthème au Lila en passant par le Bleuet.
Pour la saison 2024, l'exposition "Au fil des fleurs" retrace l'histoire des fleurs dans le costume traditionnel à la Belle Epoque. Une dizaine d'espèces est représentée par des costumes de cérémonie colorés, du Chrysanthème au Lila en passant par le Bleuet.

### Rez-de-chaussée
Lieu d'entrée du bâtiment, le rez-de-chaussée met en lumière l'histoire des Ponts de La Roche-Bernard : nous est donc contée la construction de la passerelle suspendue de 1839, du pont en arche de 1911, de la passerelle flottante de 1948, du pont suspendu de 1960 ainsi que du Pont du Morbihan de 1996. La thématique de la traversée de la Vilaine au fil des siècles est abordée plus globalement en traitant par exemple de l'usage des bacs.
On retrouve également de nombreuses maquettes de bateaux que l'on pouvait croiser autrefois dans les eaux de la Vilaine : chasse-marée, chaland, goélette, chaloupe, brick... Au total, neuf maquettes sont visibles dont trois dans l'espace boutique.

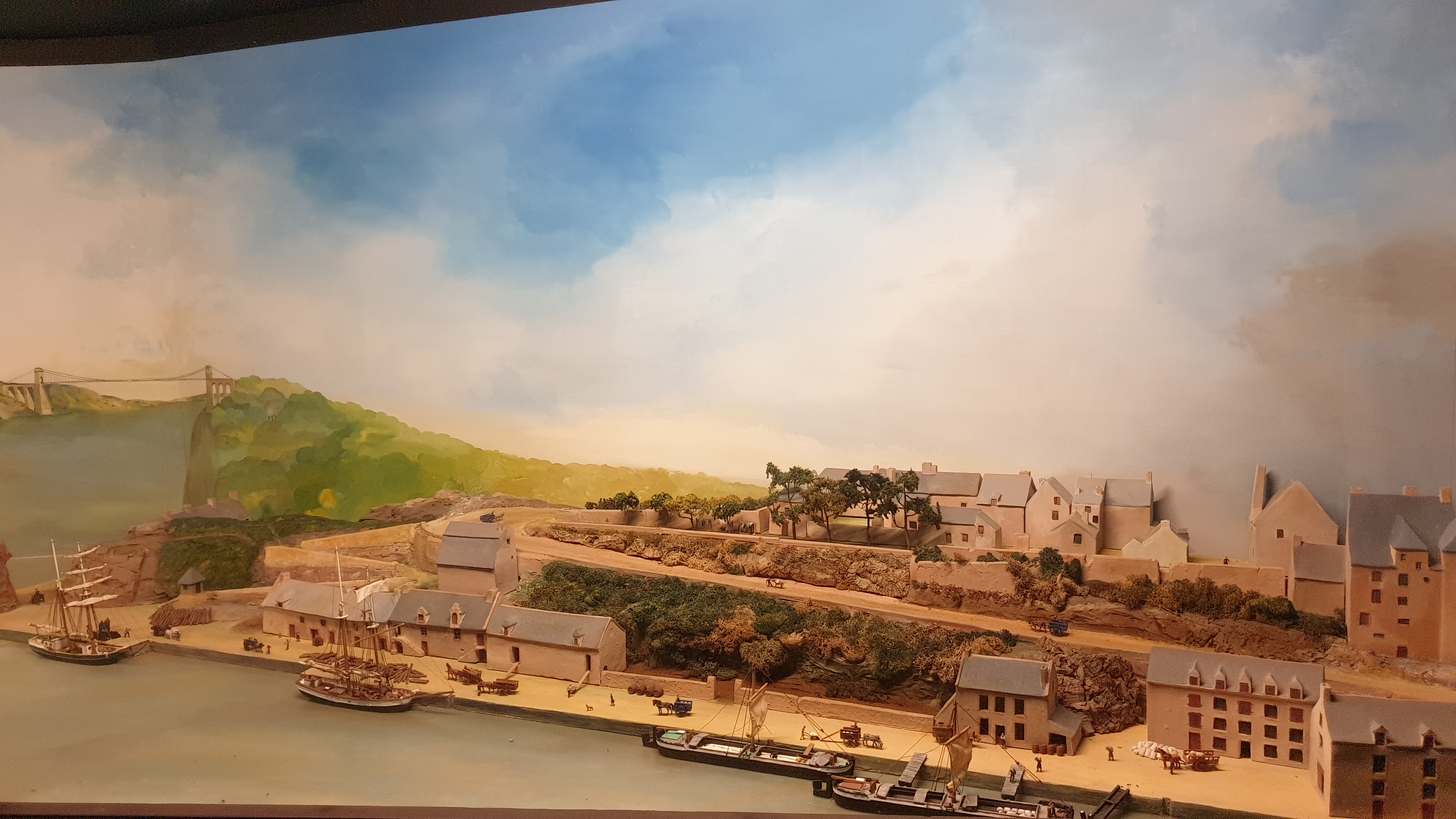
Un échantillon du diorama, il s'agit ici du vieux port de La Roche-Bernard.

Un diorama, actuellement fermé au public afin de bénéficier d'une remise au goût du jour, représente ce que pouvait être le port de la ville à la fin du XIXe siècle lorsque les quais venaient d'être aménagés avec notamment le percement du Rocher. Il permet de se rendre compte que la végétation aux abords du port était bien différente avant la construction du barrage d'Arzal dans les années 1960.
Cabine du Chasse-Marée

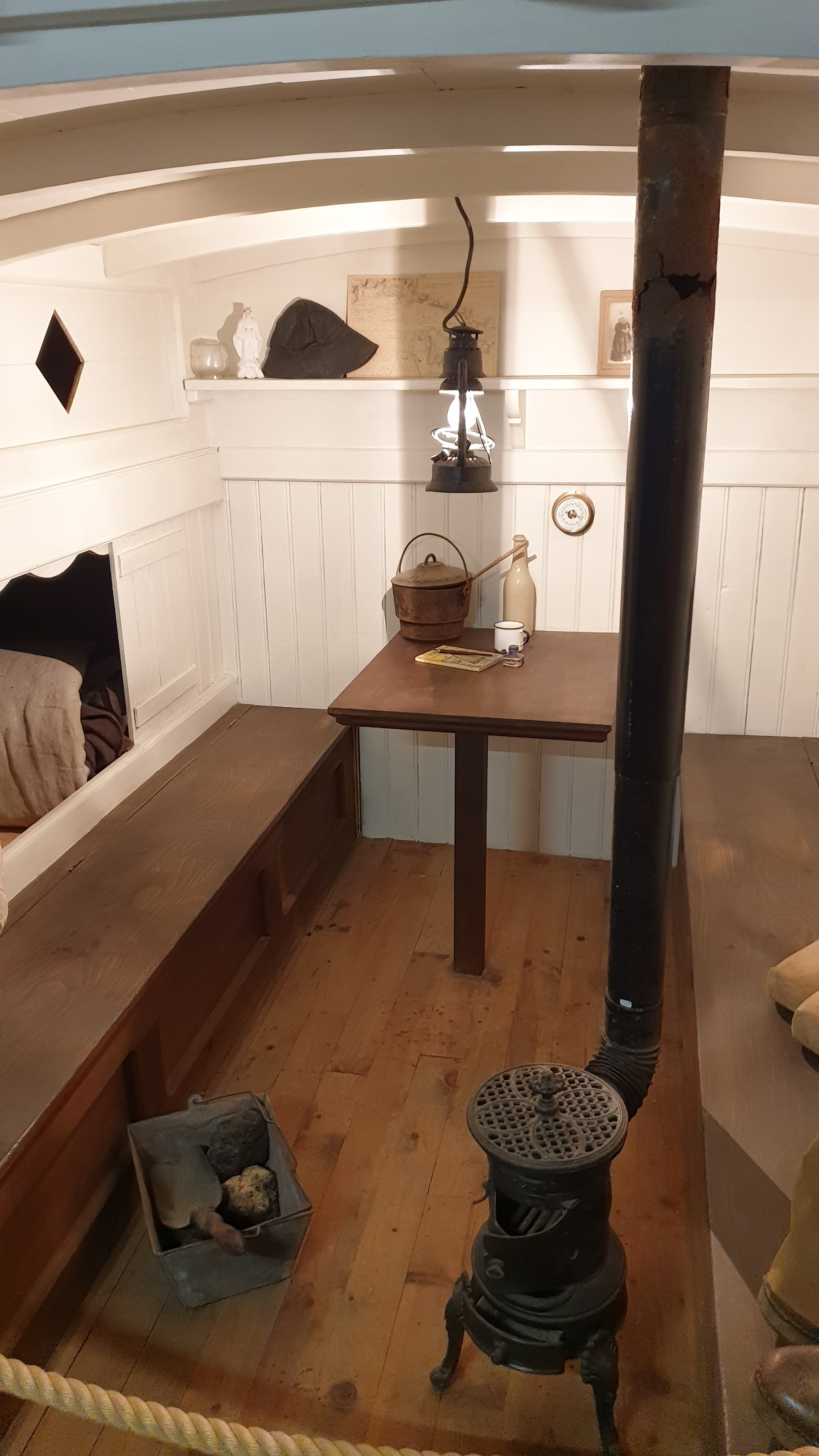
Une partie de la pièce consacrée au Chasse-Marée.

Un inter-étage permet de découvrir une reproduction à taille réelle d'une cabine de chasse-marée, bateau du XIXe siècle dont le but était de permettre aux pêcheurs de ramener le poisson frais à terre rapidement.

### Étage inférieur
Le 1er sous-sol est actuellement fermé au public, il va être entièrement réaménagé. Sa réouverture, ainsi que l'annonce du nouveau thème de l'exposition, est prévue en 2025. Auparavant, il était consacré à la bataille des Cardinaux, qui a opposé les flottes française et anglaise en 1759 dans la Baie de Quiberon et dont certains navires français se sont échoués dans l'estuaire de Vilaine.
Un film et des maquettes (notamment du vaisseau de guerre Soleil Royal, échoué au large du Croisic) tentaient de retracer le cours de cet événement historique.
Une large partie de cet étage était aussi dédiée au 1er vaisseau de guerre à trois ponts de la marine française, la Couronne (1632), qui fut construit dans le port de la ville au XVIIe siècle sur ordre de Richelieu.
Des gravures et d'anciennes lettres de commande et de paie illustraient le déroulement de cette construction. Les visiteurs pouvaient également découvrir une maquette de vaisseau, fruit de 1500 heures de travail.

### Caves

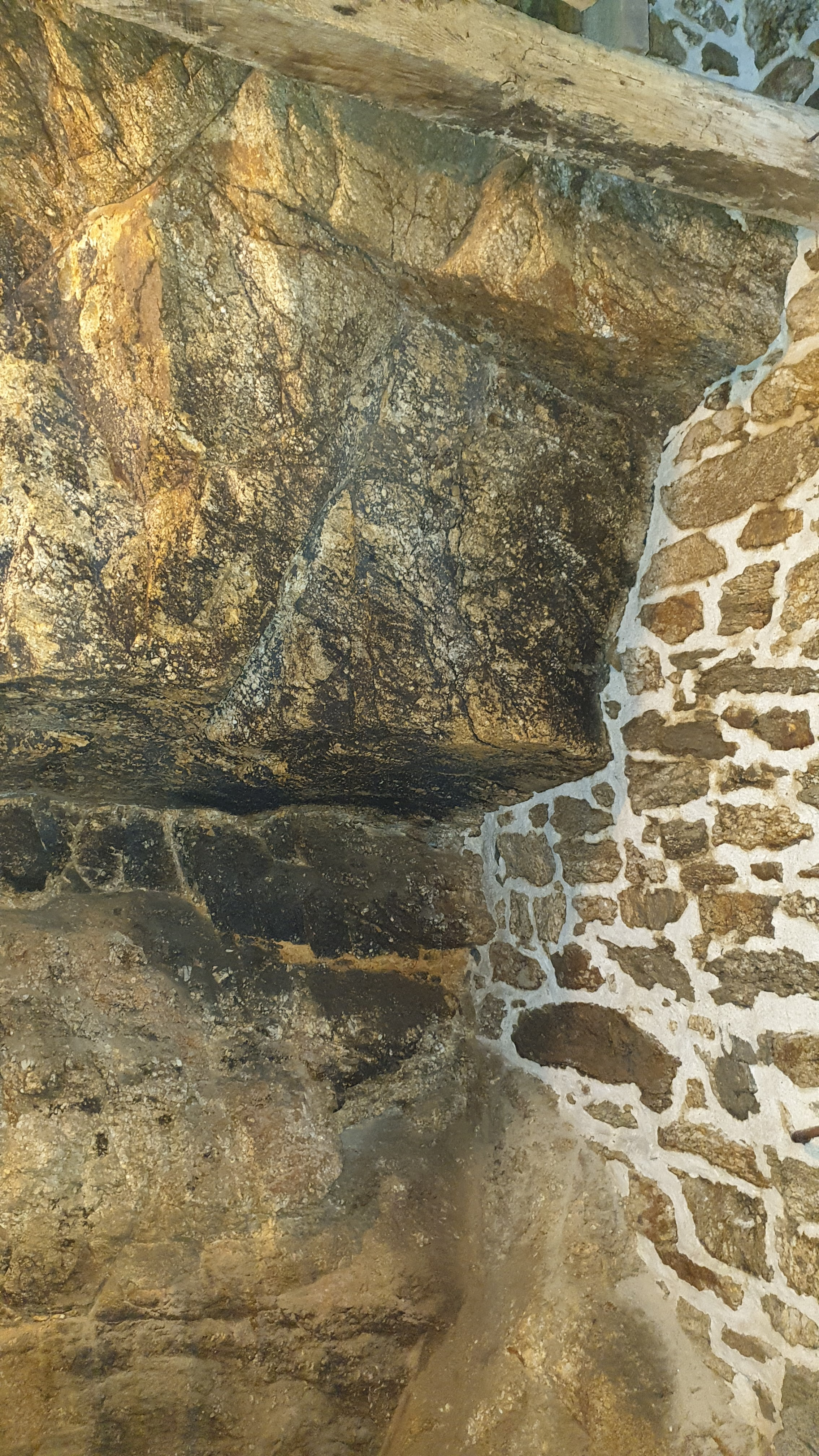
Mur intérieur de la cave, bâtie à même la roche.

Ces 2 niveaux inférieurs sont inaccessibles aux visiteurs. Autrefois, ils servaient probablement de lieu de stockage de marchandise car de plus l'accès au port était quasiment direct.
Ils permettent néanmoins aujourd'hui de se rendre compte de la structure à flanc de roche du bâtiment puisque l'on voit clairement la structure construite à même le granit.